# Aurelia (cràter)
Aurelia és un cràter d'impacte en el planeta Venus de 31,1 km de diàmetre. Porta el nom d'Aurèlia Cotta (120 aC-54 aC), mare de Juli César, i el seu nom va ser aprovat per la Unió Astronòmica Internacional el 1991.
Té una gran superfície fosca que rodeja el cràter. Els fluxos lobulats que provenen de les ejeccions del cràter són molt brillants visiblement i al radar.